# Rhys ap Gruffydd
Rhys ap Gruffydd (Gal·les, 1132 – 28 d'abril del 1197) va ser un rei de Deheubarth que visqué al segle xii.

## Biografia
És conegut pel nom de Senyor Rhys, en gal·lès Yr Arglwydd Rhys, però aquest títol és possible que sigui posterior al seu traspàs. Normalment emprà el títol de "Príncep de Deheubarth" o el de "Príncep de Gal·les del Sud", però en dos documents conservats signa com a "Príncep de Gal·les" o "Príncep dels Gal·lesos". Rhys va ser un dels prínceps més importants de Gal·les, i després de la mort d'Owain Gwynedd del regne de Gwynedd en l'any 1170 va ser el poder dominant al país.
El seu avi, Rhys ap Tewdwr, va ser rei de Deheubarth, i fou mort en la batalla de Brecon en l'any 1093 per Bernard de Neufmarche. En morir, la major part del reialme de Deheubarth va ser ocupat pels invassors normands. El pare d'en Rhys, Gruffydd ap Rhys, pogué regir-ne una petita part, i encara més territori va ser recuperat pels seus fills grans en morir. En Rhys començà a governar el Deheubarth l'any 1155, però hagué de prestar submissió al rei Enric II d'Anglaterra el 1158. Cinc anys més tard, el rei Enric envaí Deheubarth, feu presoner en Rhys i li prengué totes les terres. Unes setmanes més tard l'alliberà i l'atorgà una petita part de les seves possessions prèvies. Rhys s'alià amb Owain Gwynedd i, rere una frustrada nova invasió de Gal·les per part d'Enric II el 1165 pogué recuperar la majoria de les terres.
L'any 1171, el príncep Rhys feu les paus amb el rei Enric i va ser confirmat en la possessió de les seves conquestes, així com enaltit amb el títol de Justiciar de Gal·les del Sud. La bona relació es mantingué fins a la mort del rei anglès el 1189, quan el gal·lès es revoltà contra Richard I i atacà diversos feus normands fronterers amb Deheubarth, amparant-se de diversos castells. En les seves velleses, Rhys tingué dificultats a controlar els seus fills, especialment Maelgwn i Gruffydd, que estaven barallats. Rhys inicià una nova campanya contra els normands en l'any 1196 i obtingué diversos castells. A l'any següent morí inesperadament i va ser enterrat a la catedral de Sant David (Tyddewi).

### Genealogia i joventut
Rhys fou el segon fill de Gruffydd ap Rhys, que governava part del Deheubarth, i de Gwenllian ferch Gruffydd, filla de Gruffydd ap Cynan, rei de Gwynedd. El seu germà gran era Maredudd ap Gruffydd, i tingué dos germans més petits, Morgan and Maelgwn. També tingué dos germanastres, Anarawd and Cadell, i pelc baix dues germanes, Gwladus and Nest.

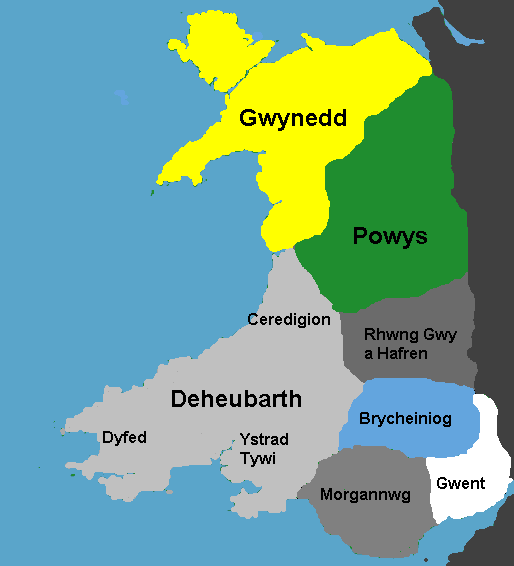
Deheubarth en l'any 1093, quan Rhys ap Tewdwr va morir

El seu avi, Rhys ap Tewdwr, havia estat rei de la totalitat de Deheubarth fins a ser mort el 1093 a Brycheiniog. La major part del regne fou annexionada per diversos senyors normands. Gruffydd ap Rhys hagué d'escapar-se a Irlanda. Posteriorment tornà a Deheubarth i en regí una part, però altra volta hagué de refugiar-se a Irlanda en l'any 1127. Quan Rhys nasqué el 1132, el seu pare únicament tenia el commote de Caeo en el Cantref Mawr.
La mort del rei Enric I d'Anglaterra i la rivalitat que s'obrí entre Esteve i Matilda proporcionà als gal·lesos l'oportunitat per a revoltar-se contra els normands. L'aixecament s'estengué per tot el sud de Gal·les en el 1136, i Gruffydd ap Rhys, amb l'ajunt dels seus germans grans, Anarawd i Cadell, vencé els normands en una batalla a la rodalia de Loughor, matant-ne uns cinc-cents guerrers. Després d'expulsar Walter de Clifford del Cantref Bychan, Gruffydd marxà a Gwynedd per requerir l'ajuda del seu sogre, Gruffydd ap Cynan. En l'absència del seu marit, Gwenllian va conduir un exèrcit contra el senyoriu normand de Cydweli (Kidwelly), emportant-s'hi també els seus dos fills petits, Morgan i Maelgwn. Fou vençuda i morta per un exèrcit manat per Maurice de Londres, del Castell d'Oystermouth. Morgan morí també i Maelgwn va ser capturat.
Gruffydd s'alià amb Gwynedd i posteriorment, en el 1136, els fills de Gruffydd ap Cynan, Owain Gwynedd i Cadwaladr ap Gruffydd, conduïren un exèrcit cap a Ceredigion. Les seves forces combinades guanyaren una victòria decisiva sobre els normands a la batalla de Crug Mawr. S'obtingué Ceredigion dels senyors normands, però Gwynedd se'l quedà en tant que soci principal de l'aliança. Gruffydd ap Rhys continuà la campanya contra els normands el 1937, però morí en el decurs de l'any. L'autoritat familiar passà ara al germanastre de Rhys, Anarawd ap Gruffydd. En l'any 1143, quan en Rhys tenia onze anys, Anarawd fou assassinat per la guàrdia personal de Cadwaladr ap Gruffydd, germà de Owain Gwynedd, rei de Gwynedd. Aquest darrer castigà el seu germà confiscant-li les terres de Ceredigion.

### Primeres batalles (1146–1155)

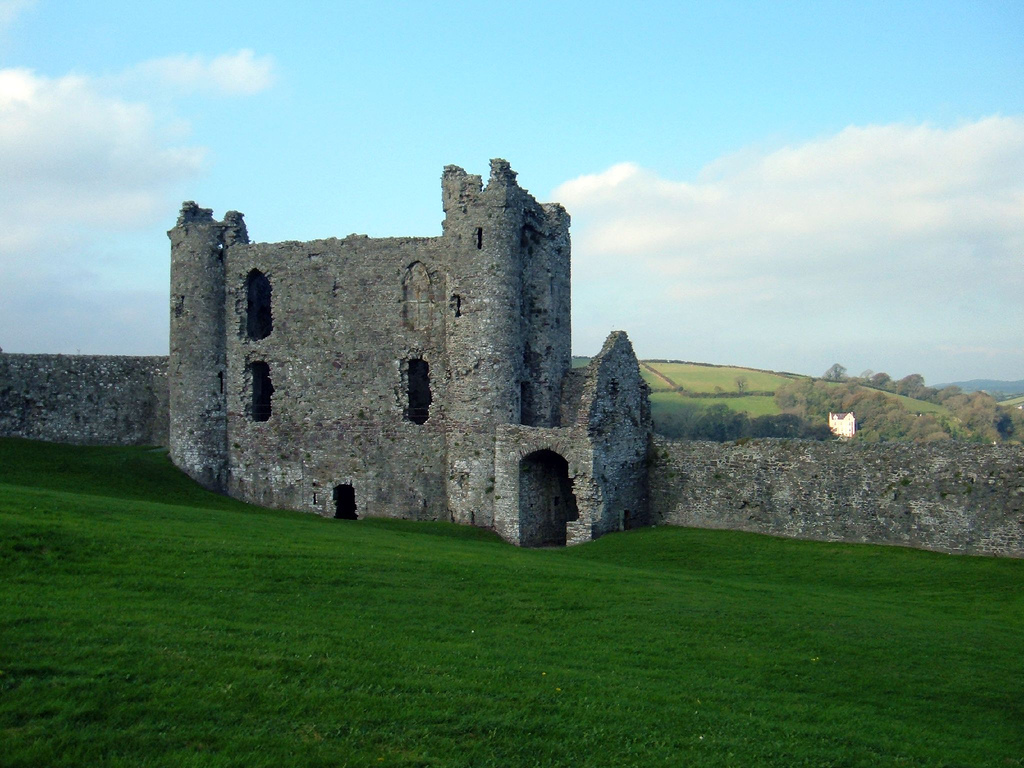
Rhys obtingué la seva primera experiència militar coneguda als catorze anys, quan participà en l'assalt del castell de Llansteffan Castle en l'any 1146. Fotografia d'Alexander Ridler

El germà d'Anarawd, Cadell ap Gruffydd, prengué el control de la família. Gilbert de Clare, comte de Pembroke, reconstruí el castell de Carmarthen en l'any 1145 i començà una campanya per conquerir el Ceredigion. Aixecà el castell en el commote de Mabudryd, però Cadell, amb l'ajut de Hywel ab Owain Gwynedd que regia Ceredigion en nom de Gwynedd, el destruí a l'any següent 1146. Rhys aparegué en els annals per primer cop el 1146, quan lluità al costat dels seus germans Cadell i Maredudd en la presa del castell de Llansteffan. En els anys següents es feren també amb Cas-Wis (1147), Carmarthen (1150) i Casllwchwr (1151). L'any 1151 Cadell, en un dia de cacera, va ser atacat per un grup de cavallers normands i flamencs de la propera ciutat de Dinbych-y-Pysgod, i abandonat per mort. Sobrevisqué, però les gravíssimes ferides que rebé l'impossibilitaren de participar en el govern del país, i dos anys més tard marxà en pelegrinatge a Roma.
Maredudd esdevingué regent de Deheubarth i continuà la campanya iniciada el 1150 per recobrar el Ceredigion, en mans de Gwynedd des del 1136. Maredudd i Rhys pogueren expulsar-ne Hywel ab Owain Gwynedd el 1153; i en aquest mateix any es registra per primer cop que Rhys exercís de comandant en solitari, quan menà un exèrcit que capturà el castell normand de Sanclêr. Maredudd i Rhys destruïren també els castells de Dinbych-y-Pysgod i d'Aberafan. Maredudd morí en el 1155 quan tenia vint-i-cinc anys, i deixà en Rhys com a governant de Deheubarth. Per aquesta època esposà Gwenllian ferch Madog, filla de Madog ap Maredudd, príncep de Powys.

### Primera part del regnat

#### Pèrdua del territori (1155 – 1163)
Poc després d'haver rebut el Deheubarth, Rhys s'assabentà que Owain Gwynedd podia estar preparant una invasió del Ceredigion per tornar-lo a poder de Gwynedd, i respongué edificant un castell a Aberdyfi el 1156. La invasió no es dugué a terme, i l'historiador Turvey ha suggerit que es podria tractar d'una prova per veure de quina fusta era el nou governant.
El rei Esteve d'Anglaterra havia mort en l'octubre del 1154, i així s'acabà el llarg enfrontament que havia tingut amb l'emperadriu Matila d'Anglaterra, que havia ajudat Anarawd, Cadell i Maredudd a ampliar les seves possessions a Deheubarth. Amb la desunió interna del reialme acabada, el nou rei, Enric II d'Anglaterra, pogué dedicar-se a Gal·les. Començà envaint Gwynedd en l'any 1157 i, encara que l'intent no reeixí, Owain Gwynedd hagué de pactar la cessió de part de les seves terres del nord-est de Gal·les.

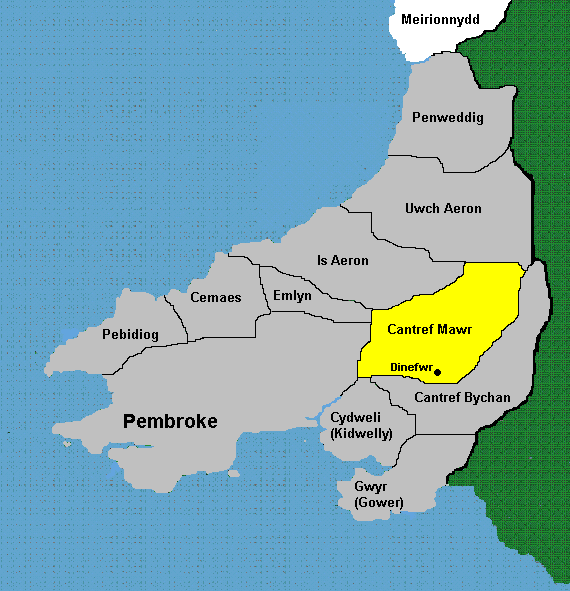
A l'any 1158, el rei Enric d'Anglaterra prengué a Rhys tots els seus territoris tret de Cantref Mawr. Les àrees de Deheubarth en mans de diversos senyors normands es mostren en gris

A l'any següent, Enric preparà la invasió de Deheubarth. Rhys volia oposar-s'hi, però el seu consell el convencé de fer converses de pau. Les condicions foren molt més dures que amb Owain, i hagué de cedir als antics senyors normands totes les seves possessions llevat de Cantref Mawr; tanmateix, hom el prometé un altre cantref.
Entre els normands que tornaren a llurs antics dominis hi hagué Walter de Clifford, que obtingué Cantref Bychan, per endinsar-se en terres de Rhys a Cantref Mawr seguidament. Un requeriment d'empara al rei no obtingué resposta, i Rhys prengué les armes per capturar el castell de Clifford a Llanymddyfri primer, i després fent-se amb la resta de Ceredigion. El rei Enric respongué aleshores preparant una nova invasió, i en Rhys se sotmeté sense resistència. Hagué de cedir diversos ostatges, incloent-hi probablement el seu fill.
El rei marxà a França el 1159, i Rhys veié l'oportunitat per atacar Dyfed i, tot seguit, assetjar Carmarthen, que fou salvada per una força de socors comanada per Reginald de Dunstanville, primer comte de Cornwall. Rhys es retirà a Cantref Mawr, cap on un exèrcit encapçalat per cinc comtes, el de Cornwall, William Fitz Robert, segon comte de Gloucester, Roger de Clare, tercer comte de Hertford, Richard de Clare, segon comte de Pembroke, i el de Salisbury, marxaren per atacar-lo. Els ajudaven Cadwaladr, germà d'Owain Gwynedd, i els fills d'Owain, Hywel i Cynan. Tot i això, hagueren de retirar-se i s'acordà una treva. En el 1162, Rhys intentà novament de recuperar algunes de les seves perdudes terres, i capturà el castell de Llanymddyfri. A l'any següent, Enric tornà a Anglaterra després d'una absència de quatre anys i preparà una nova invasió de Deheubarth. Rhys s'entrevistà amb el rei per discutir els tractes, i hagué de cedir més ostatges, entre els quals el seu fill Maredudd. A continuació fou agafat presoner i se l'emportaren a Anglaterra. Sembla que Enric no sabia massa bé què fer-ne, però després d'unes quantes setmanes l'alliberà i li permeté de governar Cantref Mawr. Rhys fou convocat perquè comparegués davant del rei Enric a Woodstock per, conjuntament amb Owain Gwynedd i Malcolm IV d'Escòcia, prestar-li homenatge.

#### Revolta gal·lesa (1164–1170)
En l'any 1164, tots els prínceps gal·lesos s'aixecaren en armes. Warren suggereix que, quan Rhys i Owain reteren homenatge al rei Enric l'any 1163, hom els obligà a acceptar un estatus de vassallatge dependent, per contra del tracte de "client" que tenien fins aleshores, i que això portà la revolta. Rhys tenia altres raons per a rebel·lar-se, ja que havia tornat a Deheubarth des d'Anglaterra i s'havia trobat que els nobles normands veïns estaven amenaçant Cantref Mawr. El seu nebot, Einion ab Anarawd, que era el capità de la seva guàrdia personal, havia estat assassinat a instigació de Roger de Clare, comte de Hertford; l'assassí havia rebut la protecció dels Clare de Ceredigion. Rhys apel·là primerament al rei perquè intercedís, i quan això fou endebades envaí el Ceredigion, i el recuperà tot amb l'excepció de la ciutat i el castell d'Aberteifi. La revolta gal·lesa causà que el rei Enric entrés novament a Gal·les. Atacà en primer lloc Gwynedd, però en comptes de seguir la ruta normal d'invasió, per la costa nord, atacà des del sud, creuant els turons de Berwyn. S'hagué d'enfrontar a les forces combinades dels prínceps gal·lesos que encapçalava Owain Gwynedd i que incloïa en Rhys. D'acord amb la crònica Brut y Tywysogion:
| « | ... [el rei Enric] aplegà una host incomptable de selectes cavallers d'Anglaterra i Normandia i Flandes i Anjou ... i contra ell anaren Owain i Cadwaladr els fills de Gruffydd amb tota la força de Gwynedd, i Rhys ap Gruffydd amb tota la força de Deheubarth i Iorwerth el Roig fill de Maredudd i els fills de Madog ap Maredudd amb tota la força de Powys. | » |

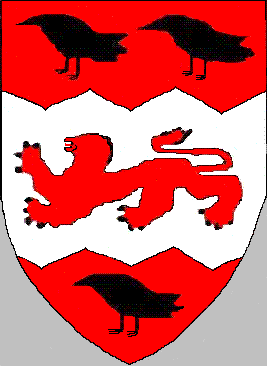
L'escut de Rhys ap Gruffydd mostra tres corbs

Una pluja torrencial va fer que l'exèrcit del rei Enric hagués de retirar-se en desordre sense lluitar cap batalla important, i l'anglès descarregà la seva ira en els ostatges, fent orbar el fill de Rhys, Maredudd. L'altre fill de Rhys, Hywel, no estigué entre les víctimes. Rhys tornà a Deheubarth i allí hi capturà i cremà el castell d'Aberteifi. Permeté que la guarnició se n'anés, però retingué el castellà, Robert Fitz-Stephen, com a presoner. Poc després, també capturà el castell de Cilgerran.
L'any 1167, s'uní a Owain Gwynedd per a atacar Owain Cyfeiliog, en el sud de Powys, i esmerçà tres setmanes ajudant-lo a assetjar el castell normand de Rhuddlan. A  l'any següent, Rhys s'enfrontà als normands a Builth, i en destruí el castell; en això, es beneficià que de la invasió normanda d'Irlanda dels anys 1169 i 1170, que en general fou obra dels senyors normands del sud de Gal·les. El rei de Leinster, Diarmait Mac Murchada, que havia estat expulsat del seu reialme, havia demanat el 1167 a Rhys que alliberés Robert Fitz-Stephen del captiveri perquè prengués part en una expedició a Irlanda. Rhys no l'acontentà al moment, però l'alliberà a l'any següent, i el 1169 Fitz-Stephen menà l'avantguarda d'un exèrcit normand que desembarcà a Wexford. El general normand, Richard de Clare, segon comte de Sir Benfro, conegut per "Strongbow", el seguí a l'any següent. Segons Warren:
| « | Els animà a marxar la creixent sospita que el rei Enric no preveia reprendre l'ofensiva contra els gal·lesos, sinó que estava cercant una aproximació als líders gal·lesos. | » |

La partença dels senyors normands permeté a Rhys de consolidar la posició, i la mort d'Owain Gwynedd en les darreries del 1170 el deixà com el líder reconegut de la resta de prínceps gal·lesos.

### Segona part del regnat

#### Pau amb el rei Enric d'Anglaterra (1171–1188)
En l'any 1171, el rei Enric II arribà a Anglaterra provinent de França, camí d'Irlanda; volia assegurar-se que Richard de Clare, que s'havia casat amb la filla de Diarmait i havia esdevingut hereu, no s'establís a Irlanda un regne normand independent. La seva decisió d'intentar un nou enfocament en la seva relació amb els gal·lesos va estar influïda pels situació irlandesa, per bé que Warren suggereix que "sembla probable que Enric repensés la seva actitud envers els gal·lesos després de la desfeta del 1165". El rei normand volia ara fer les paus amb Rhys, que acudí a Newnham on Severn per trobar-lo. Rhys havia de pagar un tribut de 300 cavalls i 4.000 caps de bestiar, però li foren confirmades totes les terres que havia arrabassat als senyors normands, els Clare inclosos. Encara es trobaren a Penfro l'octubre del mateix any, quan el rei Enric s'esperava per creuar el Mar d'Irlanda. Rhys havia aplegat tan sols 86 dels 300 cavalls, però l'anglès acceptà de pendre'n només 36 i en deixà la resta per a la seva tornada d'Irlanda. Hywel, fill de Rhys, que estava retingut des de feia molts anys com a ostatge, fou tornat a la família. Enric i Rhys es veieren novament a Talacharn quan el primer tornà d'Irlanda el 1172, i poc després Enric nomenava el gal·lès "justícia en el seu nom en tot Deheubarth". D'acord amb A.D. Carr:

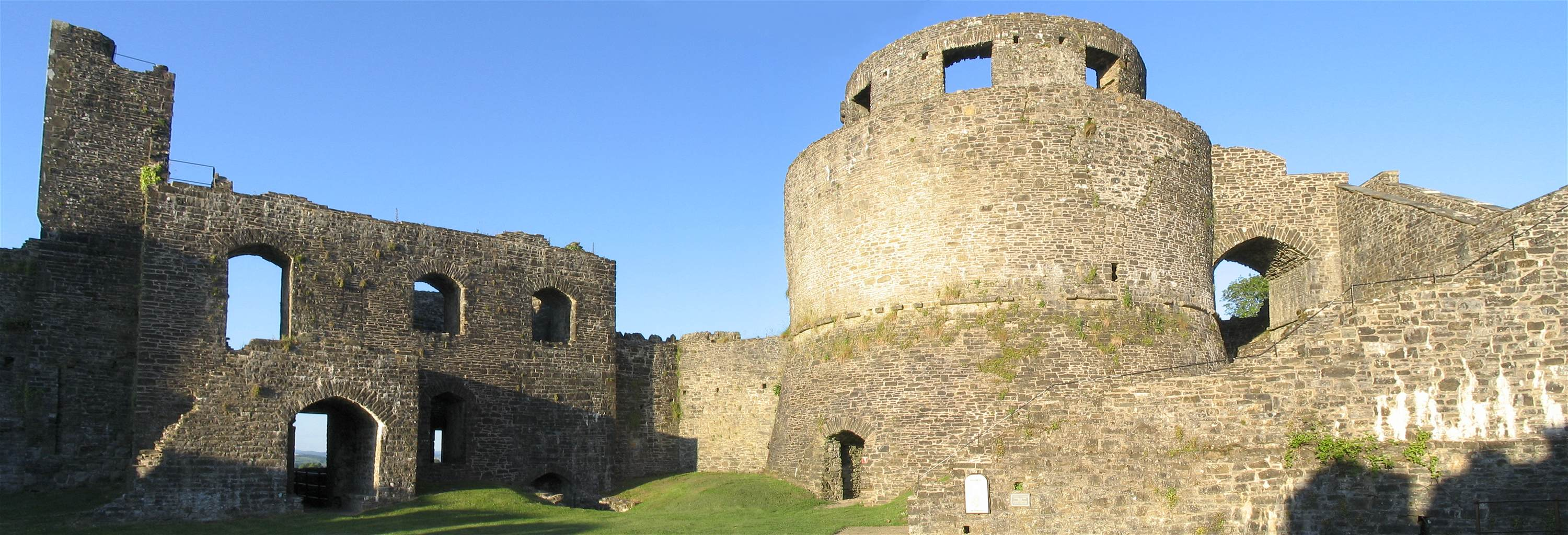
El castell de Dinefwr fou el setial de la dinastia de Dinefwr. Les parts més antigues conservades del castell podrien haver estat construïdes per Rhys o pel seu fill Rhys Gryg

| « | Això significava que el rei delegava en ell qualsevol autoritat que hagués pogut tenir sobre els seus antics vassalls gal·lesos; fins i tot podria haver donat un cert domini sobre els ciutadans anglo-normands ... Rhys fou molt més que un governant gal·lès: va ser un dels grans senyors feudals de l'imperi Angeví. | » |

#### Campanyes finals (1189–1196)
Enric II va morir l'any 1189 i el va succeir Ricard I. Rhys, aleshores, considerà que ja no estava vinculat pels acords presos amb el rei Enric, i atacà les senyories normandes que envoltaven les seves terres. Assaltà Penfro, Hwlffordd i Gower, i capturà els castells de Saint Clear, Talacharn i Llansteffan. El germà d'en Ricard, el príncep Joan (més endavant el rei Joan), anà al setembre a Gal·les, i intentà de fer les paus. Reeixí a fer que Rhys aixequés el setge de Caerfyrddin i a convèncer-lo que l'acompanyés a Oxford per tal que de trobar-s'hi amb en Ricard. Quan arribà a Oxford, però, s'assabentà que el rei no estava preparat per a anar-hi a veure'l, i la contesa continuà.

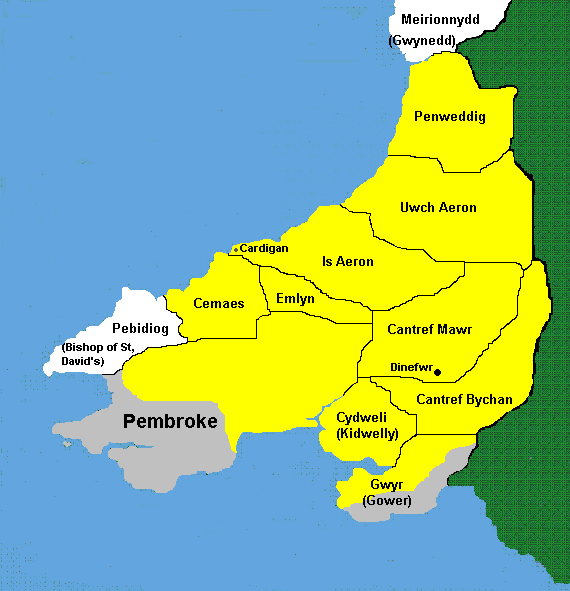
Pels voltants del 1196, Rhys governava gairebé tot Deheubarth, alhora que controlava molta part de la resta del sud de Gal·les per mitjà de prínceps "clients". Les altres àrees, en mans normandes, es mostren en gris

En les seves darreries, a Rhys li costà cada vegada més de dominar els seus fills, especialment Maelgwn i Gruffydd. El 1189 Gruffydd convencé en Rhys que empresonés el seu germanastre Maelgwn, i n'obtingué la custòdia en el castell de Dinefwr; Gruffydd el confià al seu sogre, William de Braose. Es creu que Gruffydd també convencé el seu pare d'annexar-se el senyoriu de Cemais (en el cantref de Dyfed) i el seu castell principal a Nanhyfer, en mans de William FitzMartin, el 1191. Aquesta feta és criticada en l'annal de Giraldus Cambrensis, que descriu Gruffydd com "a cunning and artful man".

### Mort i període posterior (1197)
En l'abril del 1197 en Rhys va morir sobtadament i l'enterraren en la catedral de Sant David. L'anònim cronista del Brut y Tywysogion recull pel 1197:
| « | ... hi havia una gran pestilència en tota l'illa de Bretanya... i que la tempesta matá innumerables persones i molta de la noblesa i molts prínceps, i no se'n deixà cap. En aquest any, quatre dies abans del dia de maig, morí Rhys ap Gruffydd, príncep de Deheubarth i cap invençut de tot Gal·les. | » |

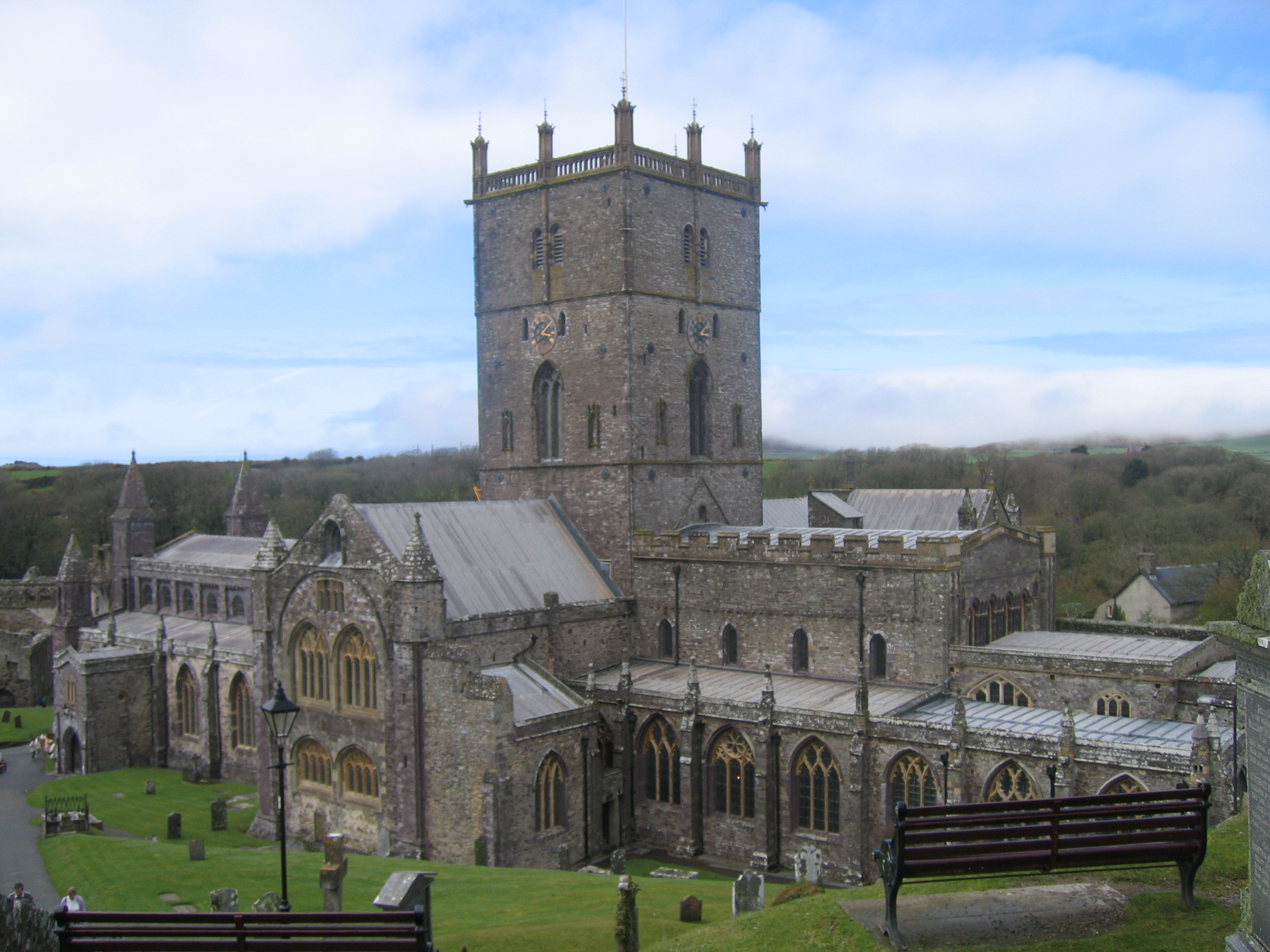
Rhys va ser enterrat a la catedral de Sant David, on un efígie que s'havia dit que era la seva, però que de fet era d'un descendent 200 anys posterior, encara es pot veure

Rhys va morir excomunicat, perquè s'havia barallat amb el bisbe de Tyddewi, Peter de Leia, a causa del robatori d'alguns dels cavalls del bisbe alguns anys enrere. Abans que pogués ser sebollit en la catedral, el bisbe Peter feu flagel·lar el seu cadàver en càstig pòstum.
Rhys havia proclamat el seu fill legítim més gran, Gruffydd ap Rhys, com a successor, i poc després de la mort del seu pare Gruffydd es trobà a la frontera amb el Justiciar, l'arquebisbe Hubert Walter, i va ser confirmat com a hereu legítim. Maelgwn, el fill més gran -però il·legítim-, es negà a acceptar-ho i rebé suport militar de Gwenwynwyn ab Owain de Powys. Maelgwn prengué el castell i la ciutat d'Aberystwyth i capturà el seu germanastre Gruffydd, que lliurà a en Gwenwynwyn perquè el custodiés. Aquest, al seu torn, el passà al rei, que l'empresonà al castell de Corfe. A l'any següent, Gruffydd va ser alliberat i recuperà la majoria del Ceredigion. Tres anys més tard en Gruffydd morí, però això no aturà la lluita entre els diversos candidats al tron. En el 1216 Llywelyn el Gran de Gwynedd convocà un consell a Aberdyfi on repartí diverses parts del Deheubarth entre fills i nets de Rhys.

### Fills

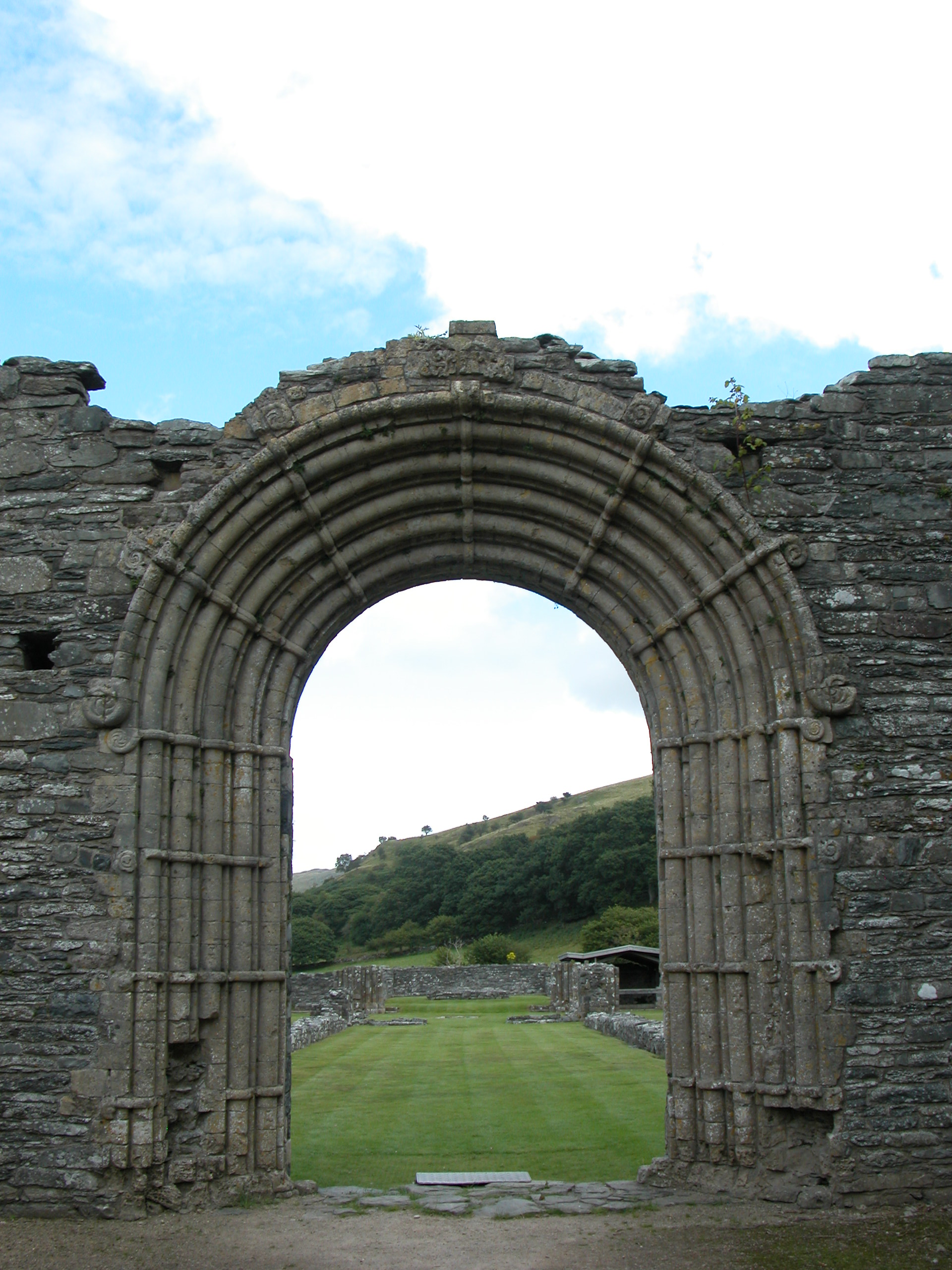
Diversos del fills de Rhys, incloent-hi Gruffydd i Maelgwn, foren enterrats a l'abadia de Strata Florida

Rhys tingué, pel cap baix, nou fills i vuit filles. En complica el seguiment, però, que tres dels nois fossin anomenats Maredudd, i que dues de les noies es diguessin Gwenllian. Gruffydd ap Rhys (mort el 1201) va ser el fill legítim més gran, i el seu pare el designà com a successor. Es casà amb Matilda de Braose. Maelgwn ap Rhys (mort el 1231), que va ser el primogènit, però il·legítim, refusà d'acceptar Gruffydd per successor de Rhys, i una agra disputa s'entaulà entre els dos, amb alguns dels altres germans embolicant-s'hi pel mig. Rhys Gryg (mort el 1233) es casà amb Joan de Clare i, amb el temps, esdevingué governant de Deheubarth, però mai no tingué més que una part del que havia estat el reialme del seu pare i, de fet, no passà de ser un príncep "client" de Llywelyn el Gran de Gwynedd.
Hywel ap Rhys (mort el 1231) visqué molts anys com a ostatge en la cort d'Enric II, i quan tornà rebé el mot de Hywel Sais ("Hywel el Saxó", = l'Anglès). Maredudd ap Rhys (traspassat el 1239) va ser també enviat com a ostatge, però fou menys afortunat que son germà: va ser fet orbar per Enric II després de la fallida invasió de Gal·les del 1165, i va passar a ser conegut com a Maredudd Ddall (Maredudd el Cec). Acabà la seva vida de monjo a l'Abadia de Whitland. Un altre Maredudd (mort el 1227) va ser ardiaca d'Aberteifi.
La seva germana Gwenllian ferch Rhys es casà amb Rhodri ab Owain, príncep de la zona occidental de Gwynedd. L'altra Gwenllian (morta el 1236) es casà amb Ednyfed Fychan, senescal de Gwynedd amb Llywelyn el Gran, i per aquesta via Rhys esdevingué un avantpassat de la dinastia Tudor. Quan Henry Tudor entrà a Sir Benfro el 1485 per aspirar al tron, que descendís d'en Rhys va ser un dels factors que li permeteren d'atraure suport gal·lès. Angharad ferch Rhys es casà amb William FitzMartin, senyor de Cemais. Altres filles s'uniren amb els governants gal·lesos de Gwrtheyrnion i Elfael.